# X. Erik svéd király
X. Erik Knutsson (1180 – 1216. április 10.) svéd király 1208-tól haláláig.

## Élete
I. Knut király fia, egyedül menekült meg abból a vérfürdőből, melyben egész családja II. Sverker bosszújának áldozatul esett. De Erik sem maradt veszteg, hanem meg nem nyugodott míg II. Sverkert el nem űzte a trónról, és meg nem gyilkoltatta. Buzgó híve volt a keresztény hitnek.

## Gyermekei
Erik 1210-ben házasodott össze Dánia Richezával (1174 – 1220. május 8.), I. Valdemár dán király leányával, aki négy gyermeket szült férjének:
- Ingeborg[2] (1212 – 1254. június 17.)
- Zsófia[2] (? – 1241)
- Marianna[2] (? – 1252. június 27.)
- Erik[2] (1216 – 1250. február 2.), utószülőtt fiú

## Külső hivatkozások
- Bengans historiasidor (svéd nyelven). Wadbring.com